# Liste des gouverneurs des Samoa américaines

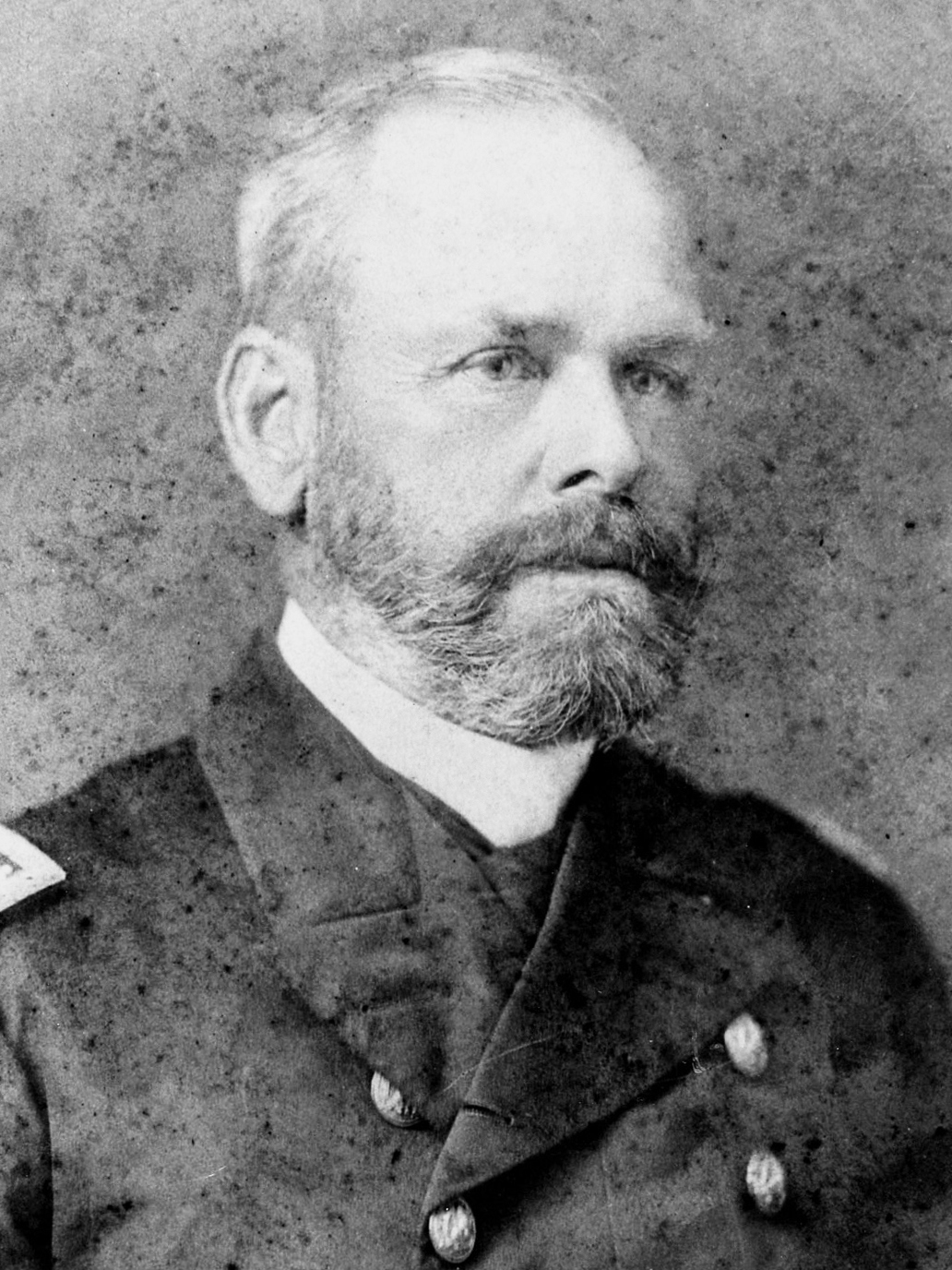
Benjamin Franklin Tilley, premier gouverneur des Samoa américaines.

Voici la liste des gouverneurs des Samoa américaines, territoire des États-Unis d'Amérique.

## Système électoral
Le gouverneur des Samoa américaines est élu pour un mandat de quatre ans au scrutin uninominal majoritaire à deux tours. Si aucun candidat ne réunit la majorité absolue au premier tour, un second est organisé entre les deux candidats arrivés en tête, et celui recueillant le plus de voix est déclaré élu. Chaque candidat se présente avec pour colistier un candidat au poste de Lieutenant-gouverneur.
Le territoire est une démocratie non partisane dans laquelle tous les candidats se présentent sans étiquette, bien que la plupart affichent leur affiliation à des partis nationaux.

## Commandants de la Marine américaine
- 17 février 1900-27 novembre 1901 : Benjamin Franklin Tilley
- 27 novembre 1901-16 décembre 1902 : Uriel Sebree
- 16 décembre 1902-5 mai 1903 : Henry Minett (provisoire)
- 5 mai 1903-30 janvier 1905 : Edmund Beardsley Underwood

## Gouverneurs de la Marine américaine
- 30 janvier 1905-21 mai 1908 : Charles Brainard Taylor Moore
- 21 mai 1908-10 novembre 1910 : John Frederick Parker
- 10 novembre 1910-14 mars 1913 : William Michael Crose
- 14 mars 1913-14 juillet 1913 : Nathan Woodworth Post (provisoire) (première fois)
- 14 juillet 1913-2 octobre 1914 : Clark Daniel Stearns
- 2 octobre 1914-6 décembre 1914 : Nathan Woodworth Post (provisoire) (première fois)
- 6 décembre 1914-1er mars 1915 : Charles Armijo Woodruff (provisoire)
- 1er mars 1915-10 juin 1919 : John Martin Poyer
- 10 juin 1919-3 novembre 1920 : Warren Jay Terhune
- 11 novembre 1920-1er mars 1922 : Waldo A. Evans
- 1er mars 1922-4 septembre 1923 : Edwin Taylor Pollock
- 4 septembre 1923-17 mars 1925 : Edward Stanley Kellogg
- 17 mars 1925-9 septembre 1927 : Henry Francis Bryan
- 9 septembre 1927-2 août 1929 : Stephen Victor Graham
- 2 août 1929-24 mars 1931 : Gatewood Sanders Lincoln (première fois)
- 24 mars 1931-22 avril 1931 : James Sutherland Spore (provisoire)
- 22 avril 1931-17 juillet 1931 : Arthur Tenney Emerson (provisoire)
- 17 juillet 1931-12 mai 1932 : Gatewood Sanders Lincoln (deuxième fois)
- 12 mai 1932-10 avril 1934 : George Bertram Landenberger
- 10 avril 1934-17 avril 1934 : Thomas Calloway Latimore (provisoire)
- 17 avril 1934-15 janvier 1936 : Otto Carl Dowling
- 15 janvier 1936-20 janvier 1936 : Thomas Benjamin Fitzpatrick (provisoire)
- 20 janvier 1936-3 juin 1938 : MacGillivray Milne
- 26 juin 1938-30 juillet 1940 : Edward William Hanson
- 30 juillet 1940-8 août 1940 : Jesse Rink Wallace (provisoire)
- 8 août 1940-17 janvier 1942 : Laurence Wild
- 17 janvier 1942-25 avril 1942 : Laurence Wild et Henry L. Larsen (gouverneur militaire)
- 25 avril 1942-5 juin 1942 : Laurence Wild
- 5 juin 1942-8 février 1944 : John Gould Moyer
- 8 février 1944-27 janvier 1945 : Allen Hobbs
- 27 janvier 1945-3 septembre 1945 : Ralph Waldo Hungerford
- 3 septembre 1945-10 septembre 1945 : Samuel Wakefield Canan (provisoire)
- 10 septembre 1945-22 avril 1947 : Harold Alexander Houser
- 22 avril 1947-15 juin 1949 : Vernon Huber
- 7 juillet 1949-23 février 1951 : Thomas Francis Darden Jr.
- 23 février 1951-29 juin 1951 : Phelps Phelps (première fois)

## Gouverneurs

### Désignés
- 23 février 1951-20 juin 1952 : Phelps Phelps
- 16 juillet 1952-23 novembre 1952 : John C. Elliott
- 28 novembre 1952-4 mars 1953 : James Arthur Ewing
- 4 mars 1953-5 août 1953 : Lawrence M. Judd
- 5 août 1953-15 octobre 1956 : Richard Barrett Lowe
- 13 octobre 1956-24 mai 1961 : Peter Tali Coleman (deuxième fois)
- 24 mai 1961-31 juillet 1967 : Hyrum Rex Lee (première fois)
- 1er août 1967-31 juillet 1969 : Owen Stuart Aspinall
- 1er août 1969-14 octobre 1974 : John Morse Haydon
- 14 octobre 1974-6 février 1975 : Frank C. Mockler (provisoire)
- 6 février 1975-30 septembre 1976 : Earl B. Ruth
- 1er octobre 1976-27 mai 1977 : Frank Barnett
- 28 mai 1977-3 janvier 1978 : Hyrum Rex Lee (deuxième fois)

### Élus
- 3 janvier 1978-3 janvier 1985 : Peter Tali Coleman (républicain) (troisième fois)
- 3 janvier 1985-2 janvier 1989 : A.P. Lutali (démocrate) (première fois)
- 2 janvier 1989-3 janvier 1993 : Peter Tali Coleman (républicain) (quatrième fois)
- 3 janvier 1993-3 janvier 1997 : A.P. Lutali (démocrate) (deuxième fois)
- 3 janvier 1997-26 mars 2003 : Tauese Sunia (démocrate) (mort en fonction)
- 26 mars 2003-3 janvier 2013 : Togiola Tulafono (démocrate) (provisoire jusqu'au 7 avril 2003)
- 3 janvier 2013-3 janvier 2021 : Lolo Matalasi Moliga (démocrate)
- 3 janvier 2021-3 janvier 2025 : Lemanu Peleti Mauga (démocrate)
- Depuis le 3 janvier 2025 : Pula Nikolao Pula (républicain)